# Erannis praeclara
Erannis praeclara är en fjärilsart som beskrevs av Richardson 1952. Erannis praeclara ingår i släktet Erannis och familjen mätare. Inga underarter finns listade i Catalogue of Life.